# Bellevigne-en-Layon
Pour les articles homonymes, voir Bellevigne (homonymie) et Layon.
Bellevigne-en-Layon est une commune nouvelle française située dans le département de Maine-et-Loire, en région Pays de la Loire. Elle a été créée le 1er janvier 2016.

## Géographie

### Climat
Pour des articles plus généraux, voir Climat des Pays de la Loire et Climat de Maine-et-Loire.
En 2010, le climat de la commune est de type climat océanique altéré, selon une étude du CNRS s'appuyant sur une série de données couvrant la période 1971-2000. En 2020, Météo-France publie une typologie des climats de la France métropolitaine dans laquelle la commune est exposée à un climat océanique et est dans la région climatique Moyenne vallée de la Loire, caractérisée par une bonne insolation (1 850 h/an) et un été peu pluvieux.
Pour la période 1971-2000, la température annuelle moyenne est de 11,5 °C, avec une amplitude thermique annuelle de 13,6 °C. Le cumul annuel moyen de précipitations est de 622 mm, avec 11 jours de précipitations en janvier et 6,1 jours en juillet. Pour la période 1991-2020, la température moyenne annuelle observée sur la station météorologique de Météo-France la plus proche, « Martigne-briand », sur la commune de Terranjou à 3 km à vol d'oiseau, est de 12,6 °C et le cumul annuel moyen de précipitations est de 617,0 mm,. Pour l'avenir, les paramètres climatiques de la commune estimés pour 2050 selon différents scénarios d'émission de gaz à effet de serre sont consultables sur un site dédié publié par Météo-France en novembre 2022.
| Mois                                  | jan.           | fév.           | mars          | avril         | mai           | juin          | jui.          | août          | sep.          | oct.          | nov.          | déc.          | année      |
| ------------------------------------- | -------------- | -------------- | ------------- | ------------- | ------------- | ------------- | ------------- | ------------- | ------------- | ------------- | ------------- | ------------- | ---------- |
| Température minimale moyenne (°C)     | 3              | 2,5            | 4,1           | 6,3           | 9,6           | 12,9          | 14,3          | 13,7          | 11,3          | 9,2           | 6             | 3             | 8          |
| Température moyenne (°C)              | 5,9            | 6,1            | 8,6           | 11,7          | 14,8          | 18,4          | 20,3          | 19,7          | 17,2          | 13,5          | 9,3           | 6,1           | 12,6       |
| Température maximale moyenne (°C)     | 8,8            | 9,8            | 13,1          | 17,1          | 20,1          | 23,9          | 26,2          | 25,6          | 23,1          | 17,9          | 12,7          | 9,2           | 17,3       |
| Record de froid (°C) date du record   | −11,7 07.01.09 | −11,6 11.02.12 | −9,7 01.03.05 | −2,3 07.04.21 | 0,6 06.05.19  | 4,4 01.06.06  | 7,6 10.07.04  | 6,8 21.08.14  | 2,8 26.09.10  | −1,8 21.10.10 | −5,7 17.11.07 | −8,3 19.12.09 | −11,7 2009 |
| Record de chaleur (°C) date du record | 15,8 01.01.22  | 20,8 27.02.19  | 25,4 19.03.05 | 30,1 30.04.05 | 31,6 28.05.17 | 39,8 18.06.22 | 41,1 18.07.22 | 38,7 07.08.20 | 35,6 14.09.20 | 30,5 02.10.11 | 22,4 07.11.15 | 17,4 19.12.15 | 41,1 2022  |
| Précipitations (mm)                   | 57,1           | 42,7           | 51,2          | 49            | 56,5          | 47,2          | 36,4          | 43,4          | 45,4          | 71            | 60            | 57,1          | 617        |

## Urbanisme

### Typologie
Au 1er janvier 2024, Bellevigne-en-Layon est catégorisée commune rurale à habitat dispersé, selon la nouvelle grille communale de densité à sept niveaux définie par l'Insee en 2022.
Elle est située hors unité urbaine. Par ailleurs la commune fait partie de l'aire d'attraction d'Angers, dont elle est une commune de la couronne,. Cette aire, qui regroupe 81 communes, est catégorisée dans les aires de 200 000 à moins de 700 000 habitants,.

## Toponymie
Son toponyme fait référence à la qualité de son vignoble et à la rivière, le Layon, qui la traverse.

## Histoire
Créée par un arrêté préfectoral du 2 novembre 2015, elle est issue du regroupement des cinq communes de Champ-sur-Layon, Faveraye-Mâchelles, Faye-d'Anjou, Rablay-sur-Layon et Thouarcé qui deviennent des communes déléguées. Son chef-lieu est fixé à Thouarcé.

## Politique et administration

### Administration  municipale
| Période      | Période                   | Identité            | Étiquette | Qualité                                                                   |
| ------------ | ------------------------- | ------------------- | --------- | ------------------------------------------------------------------------- |
| janvier 2016 | juin 2020                 | Dominique Normandin | DVD       | Comptable Vice-président de la communauté de communes Loire Layon Aubance |
| juin 2020    | En cours (au 6 juin 2020) | Jean-Yves Le Bars   | DIV       |                                                                           |

Jusqu’aux élections municipales de 2020, le conseil municipal de la nouvelle commune était constitué de l’ensemble des conseillers municipaux des anciennes communes.

### Communes déléguées
| Nom                | Code Insee | Intercommunalité        | Superficie (km2) | Population (dernière pop. légale) | Densité (hab./km2) |
| ------------------ | ---------- | ----------------------- | ---------------- | --------------------------------- | ------------------ |
| Thouarcé (siège)   | 49345      | CC des Coteaux du Layon | 18,74            | 1 914 (2013)                      | 102                |
| Champ-sur-Layon    | 49066      | CC des Coteaux du Layon | 19,19            | 970 (2013)                        | 51                 |
| Faveraye-Mâchelles | 49133      | CC des Coteaux du Layon | 18,60            | 678 (2013)                        | 36                 |
| Faye-d'Anjou       | 49134      | CC des Coteaux du Layon | 30,40            | 1 406 (2013)                      | 46                 |
| Rablay-sur-Layon   | 49256      | CC des Coteaux du Layon | 7,44             | 744 (2013)                        | 100                |

## Population et société

### Démographie

#### Évolution démographique
L'évolution du nombre d'habitants est connue à travers les recensements de la population effectués dans la commune depuis sa création.

En 2022, la commune comptait 5 874 habitants, en évolution de +2,03 % par rapport à 2016 (Maine-et-Loire : +2,12 %, France hors Mayotte : +2,11 %).
| 2014  | 2015  | 2016  | 2017  | 2022  |
| ----- | ----- | ----- | ----- | ----- |
| 5 807 | 5 783 | 5 757 | 5 730 | 5 874 |

#### Pyramide des âges
En 2018, le taux de personnes d'un âge inférieur à 30 ans s'élève à 34,9 %, soit un taux inférieur à la moyenne départementale (37,2 %). Le taux de personnes d'un âge supérieur à 60 ans (24,7 %) est inférieur au taux départemental (25,6 %).
En 2018, la commune comptait 2 802 hommes pour 2 938 femmes, soit un taux de 51,18 % de femmes, inférieur au taux départemental (51,37 %).
Les pyramides des âges de la commune et du département s'établissent comme suit :
| Hommes | Classe d’âge | Femmes |
| ------ | ------------ | ------ |
| 0,8    | 90 ou +      | 1,8    |
| 6,5    | 75-89 ans    | 8,1    |
| 15,9   | 60-74 ans    | 16,2   |
| 21,2   | 45-59 ans    | 18,6   |
| 20,8   | 30-44 ans    | 20,3   |
| 13,4   | 15-29 ans    | 12,7   |
| 21,6   | 0-14 ans     | 22,3   |

| Hommes | Classe d’âge | Femmes |
| ------ | ------------ | ------ |
| 0,9    | 90 ou +      | 2,1    |
| 7      | 75-89 ans    | 9,5    |
| 16,2   | 60-74 ans    | 16,9   |
| 19,4   | 45-59 ans    | 18,7   |
| 18,2   | 30-44 ans    | 17,5   |
| 18,8   | 15-29 ans    | 17,6   |
| 19,5   | 0-14 ans     | 17,6   |

## Culture locale et patrimoine

### Lieux et monuments
- Le Château du Pineau